# Szarka (dopływ Obry)
Szarka – rzeka, prawostronny dopływ Obry o długości 33,66 km i powierzchni zlewni 215,7 km²

## Charakterystyka
Rzeka wypływa koło Kozich Lasek. Przepływa m.in. przez Nowy Tomyśl oraz Boruję. Uchodzi do Jeziora Grójeckiego w 100,9 km biegu Obry. 
Cały obszar zlewni pokryty jest gęstą siecią rowów melioracyjnych. Większym prawostronnym dopływem Szarki jest Jastrzębski Rów, uchodzący do niej około 6,0 km poniżej Nowego Tomyśla. Zlewnia Szarki ma charakter rolniczy i posiada bardzo korzystne warunki pod względem infiltracyjnym, co stwarza zagrożenie dla wód podziemnych, ze względu na możliwość przenikania szkodliwych zanieczyszczeń na znaczne głębokości. Rzeka posiada uregulowane o dobrej przepustowości koryto, o szerokości od 3-6 m. Jest typowo nizinnym ciekiem o niewielkim spadku. Maksymalne stany wód przypadają na wiosnę, niżówki występują latem i jesienią.